# Krätzchen (Mütze)

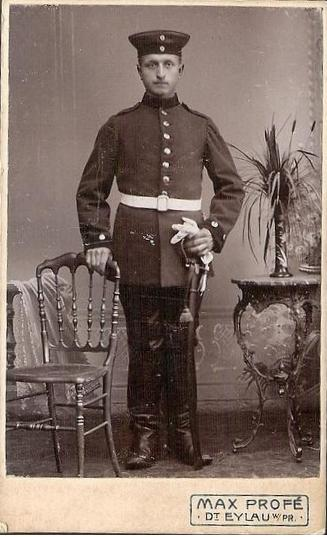

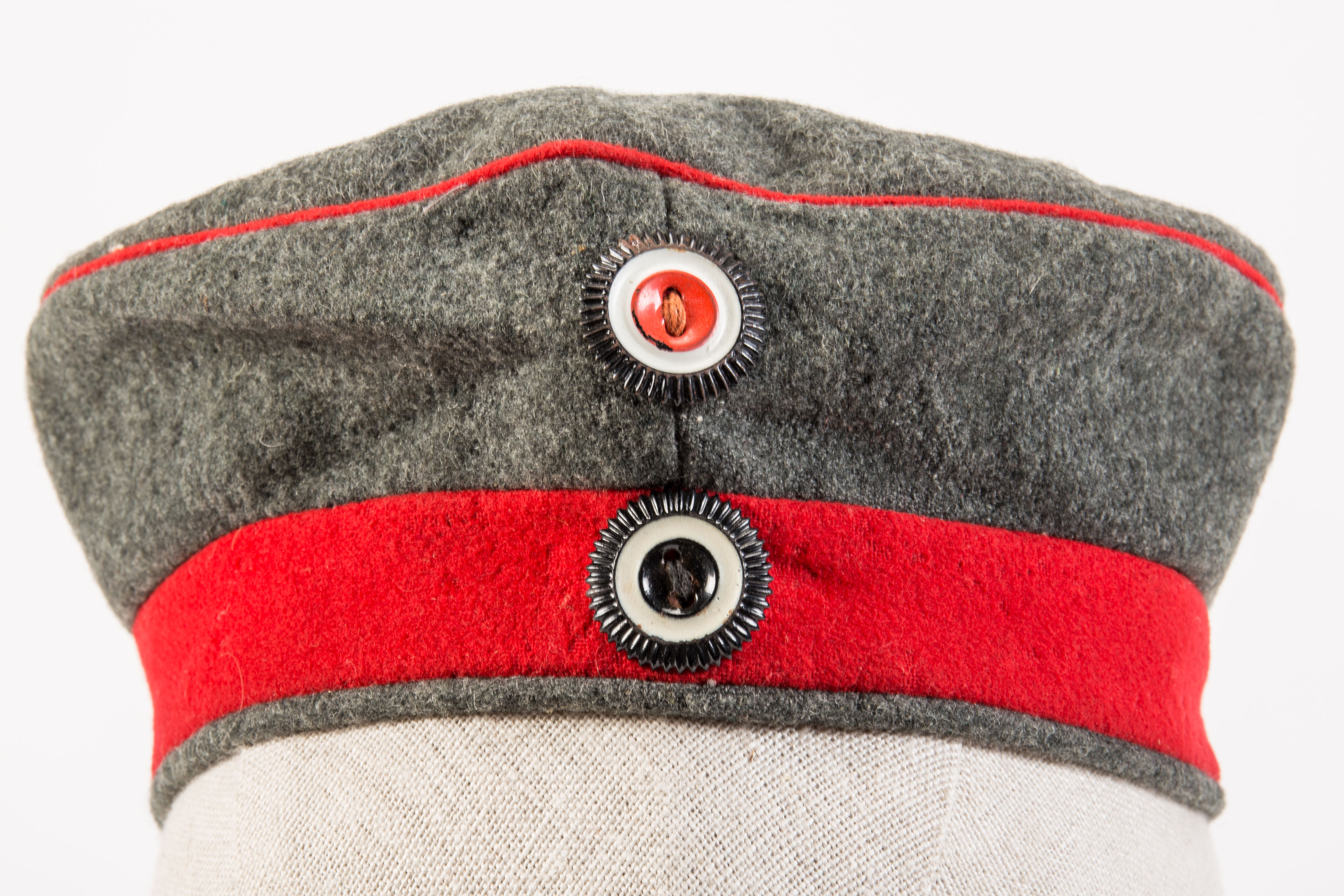

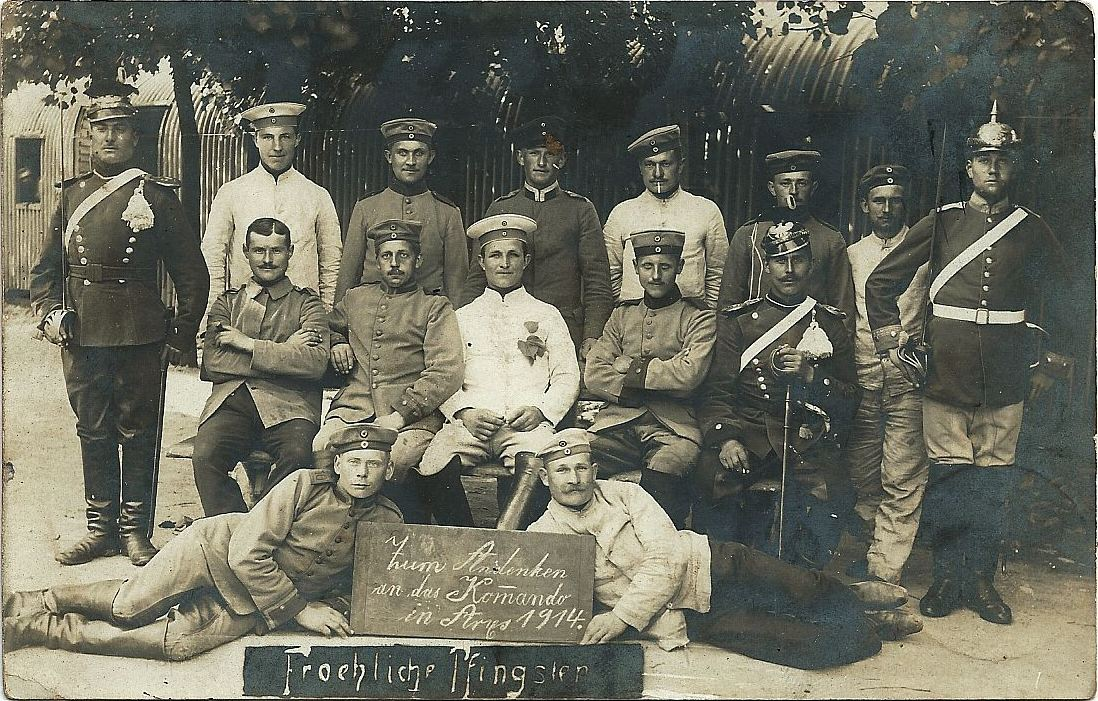
Preußische Kavallerie auf dem Truppenübungsplatz Arys vor dem Ausbruch des Ersten Weltkrieges. Gut zu erkennen ist, dass die beiden Kürassiere mit den weißen Krätzchen den Spannring noch tragen, wodurch das Krätzchen wie eine Schirmmütze ohne Schirm wirkt.

Das Krätzchen ist die volkstümliche und inoffizielle Bezeichnung für eine historische militärische Kopfbedeckung im deutschen Kaiserreich mit der offiziellen Bezeichnung „Feldmütze für Mannschaften“. Es handelte sich um eine schirmlose Mütze für preußische und deutsche Soldaten und wurde in aller Regel von Mannschaften und Unteroffizieren ohne Portepee getragen.

## Beschreibung
Das Krätzchen hatte in der Regel das Huttuch in der Farbe des Waffenrockes. Die Gesamthöhe sollte 8,3 cm betragen; über dem 2,7 cm breiten Besatzstreifen, der unten einen 3 mm breiten Streifen vom Grundtuch sichtbar ließ. Der zylindrische Besatzstreifen erweiterte sich konisch in die 5 cm hohen Seitenstücke, um schließlich in den runden Mützendeckel zu enden. Die einzelnen Mützenteile sind an den Rändern mit farbigen Paspeln voneinander getrennt. Die Farbe der Paspel wurde wie beim Besatzstreifen von der Waffenfarbe übernommen. Stirnmittig waren zwei Kokarden angebracht. Die obere war die Reichskokarde in den Farben: schwarz, weiß, rot. Darunter die Landeskokarde; in Preußen z. B. schwarz, weiß, schwarz. Der Hutstoff war ursprünglich wie bei der Schirmmütze mit einem Stahlring gespannt und so wurde auch das Krätzchen ausgegeben. Es war aber Usus, dass man diesen sofort entfernte, wodurch das Krätzchen sich ausbeulte wie ein Barett und auch so getragen wurde. Dies hatte den Vorteil, dass man das Krätzchen einfach zusammenrollen und in die Tasche stecken konnte.

## Name
Der Name stammt aus der Soldatensprache und ist ein scherzhafter Diminutiv von Krätze in der Bedeutung eines Korbes, das sich von Mittelhochdeutsch: kretze bzw. von Althochdeutsch: krezzo ableitet. Die Kopfbedeckung wird namensmäßig mit einem Körbchen verglichen. Dass sich der Name der Kopfbedeckung von der Krätze ableitet oder dass die Mütze ein Hort für Parasiten sei, dürfte wohl ein Bonmot oder eine spätere Erklärung des nicht mehr verstandenen Begriffs sein. Offiziell wurde das Krätzchen Feldmütze ohne Schirm genannt.

## Geschichte

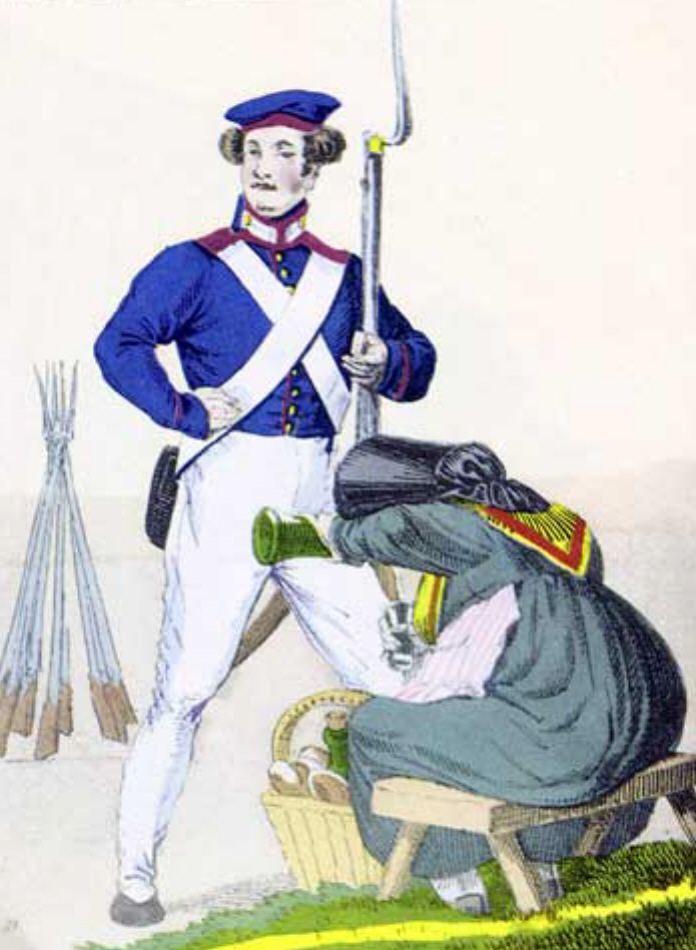
Preußischer Soldat mit Krätzchen, um 1830

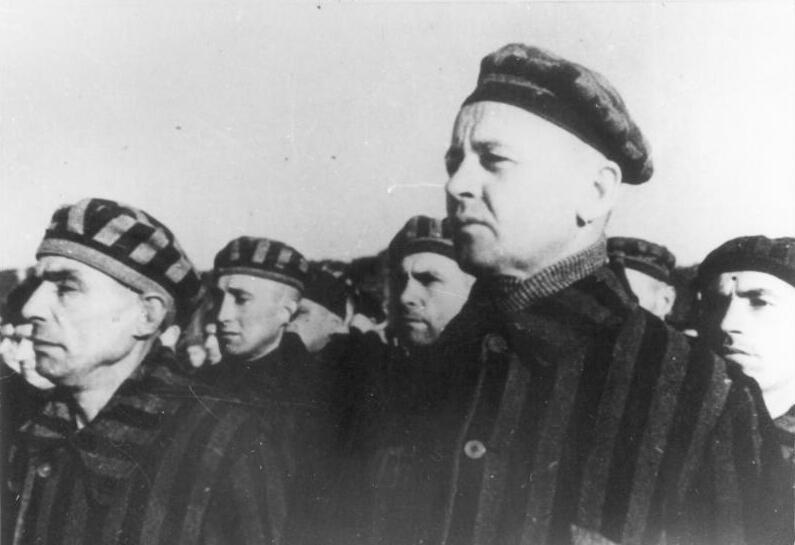
KZ-Häftlinge bei Zählappell

Das Krätzchen wurde zunächst nur von der Preußischen Armee 1808 bei der Neu-Uniformierung zunächst bei einigen Truppen eingeführt. Vorbild war die russische Tellermütze, die auch von Heeressoldaten getragen wurde. Nach den Befreiungskriegen im Laufe der ersten Hälfte des 19. Jahrhunderts übernahmen immer mehr preußische Truppen diese praktische Kopfbedeckung. Im Deutschen Krieg wurde es von einigen Verbündeten Preußens übernommen. Nach dem Krieg wurde die Höhe des Krätzchens drastisch reduziert; von einer Haube wurde es mehr zu einer flachen Mütze. Nach der Reichsgründung 1871 wurde das Krätzchen von den meisten Kontingenten des Reichsheeres getragen. Am 19. April 1907 wurde das Krätzchen in Feldgrau, zunächst nur an Infanterie und Pioniere herausgegeben. 1910 wurde mit dem Modell M1910 Feldgrau eingeführt. In einer Denkschrift aus dem Jahr 1913 stellt das Preußische Kriegsministerium fest, dass die Mannschaftsmützen unbedingt Schirme erhalten müssten, um den Augen einen besseren Schutz zu geben. Außerdem müsse der Mützenstoff vor stärkerer Abnutzung bewahrt werden, da die Männer mit schweißigen Händen den Stoff anfassen müssten. Dennoch wurde mit der AKO vom 21. September 1915 das Krätzchen verbindlich befohlen. Der Grund dürfte in der kriegsbedingten Verknappung der Ledervorräte zu sehen sein.
Schließlich wurde am 24. Juli 1917 den Soldaten durch das Preußische Kriegsministerium die Beschaffung und Anbringung von Lederschirmen an den Krätzchen untersagt. Schirme durften fortan nur noch aus Vulkanfiber, Pappe oder ähnlichen Ersatzstoffen gefertigt werden. Bereits im zweiten Kriegsjahr wurden die farbigen Besatzstreifen mit eigens eingeführten Mützenverdeckbändern getarnt. Wegen weiterer Verknappungen an Baumwolle führte das Preußische Kriegsministerium am 20. Juli 1917 schließlich das Krätzchen ohne Besatzstreifen und Vorstößen in schlichtem Feldgrau ein. Dieses konnte nun ohne zusätzliche Tarnung im Feld getragen werden. Die ersten Proben dieses neuen Krätzchens wurden für Preußen am 31. August 1917 ausgegeben, in Sachsen am 8. August 1917 und in Württemberg bereits am 31. Juli 1917. Lediglich in Bayern lehnte der König mit AE vom 3. August 1917 die Ausgabe ab. Dort wurde am 15. August 1917 ein Krätzchen mit feldgrauem Deckelvorstoß und feldgrauen Besatzstreifen herausgegeben. Mit Gründung der Reichswehr verschwand die barettartige kaiserliche Kopfbedeckung für die Truppe. Stattdessen führte man 1919 die bis dahin nur für die Offiziere typische Schirmmütze auch bei den Mannschaften ein. Zuletzt wurde sie 1938 und 1939 bei Übungen aus Lagerbeständen ausgegeben.
Das Krätzchen gehörte bis 1945 zur blau-weiß gestreiften Häftlingsbekleidung für Zuchthausinsassen und erlangte weltweite Bekanntheit durch die Verwendung auch in den Konzentrationslagern.
Aus der Feldmütze hat sich in der britischen Armee das Barett in seiner heutigen Form entwickelt.

## Bedeutung
Anfangs wurde das Krätzchen von allen Soldaten ohne Unterschied des Ranges, also auch von Offizieren und Unteroffizieren getragen. In einer Verordnung von 1873 wurde die Schirmmütze nur noch an Feldwebel und Wachtmeister ausgegeben. Unteroffiziere und Mannschaften trugen etatmäßig das Krätzchen. Anders als zur farbigen Friedensuniform gab es zur feldgrauen Felduniform anfangs keine Schirmmütze für Unteroffiziere. Wenn diese sich während des Krieges eine feldgraue Schirmmütze zulegen wollten, so mussten sie diese auf eigene Kosten kaufen. Da diese mit der Kopfbedeckung aber zufrieden waren, wurde das Krätzchen zur Erkennungszeichen für den gemeinen Landser. Nach dem Ersten Weltkrieg wurde diese praktische Kopfbedeckung, die nur von den unteren Diensträngen getragen wurde, gleichbedeutend mit bedingungslosem Untertanengeist. So wurde in dem Film Woyzeck von Werner Herzog die Hauptfigur, dargestellt von Klaus Kinski, nur mit Krätzchen gezeigt. Die Kopfbedeckung war allerdings im frühen 19. Jahrhundert, in der Zeit, in der der Film spielt, kaum verbreitet.